# 笑面人 (短篇小说)
《笑面人》（英語：The Laughing Man）是美国作家J.D.塞林格创作的短篇小说，1949年3月19日首次发表于《纽约客》杂志，并收录在1953年的短篇小说集《九故事》中。 小说采用双重故事结构，即在故事中讲述另一个故事，而这第二层故事又与叙述者存在主题性的呼应。故事灵感来自维克多·雨果的同名小说《笑面人》。

## 情节
叙述者回忆他在9岁时经历的一段故事，背景是1928年的纽约。当时叙述者参加了一个叫“科曼切人俱乐部”的组织，该组织的领导者被称为“酋长”，酋长是纽约大学的法律系学生，被描述为缺乏外表魅力，但十分受叙述者的喜爱。科曼切人俱乐部事实上相当于一个儿童看护活动，上课日每天下午三点钟，酋长开着小车载俱乐部成员去中央公园玩球。
每当他们结束活动后，酋长会开车载他们回家。路上，酋长会为他们讲一个关于“笑面人”的故事。这是一个冒险故事，主角自幼被中国土匪绑架，并被钳子毁容，因此他不得不时刻戴着面具。不过作为补偿，他获得了超强的体能，以及与动物对话的能力。
而后，叙述者简述了酋长对“笑面人”故事越来越多的大胆发挥，笑面人成了一位跨越中国-巴黎边境的漫画式英雄，他劫富济贫，并吸引了“国际知名侦探”杜法日父女的注意。
而在“笑面人”故事外的现实中，酋长开始和一位来自维斯理学院，名为“玛丽·赫德森”的漂亮姑娘约会。伴随酋长与玛丽·赫德森感情的进展，“笑面人”故事也变得跌宕起伏。有天，酋长讲述说笑面人被杜法日父女诱骗并绑到树上，生命危急。故事在此刻暂停，酋长带着孩子们来到球场，不久玛丽·赫德森也来到球场。他们在孩子们听不到的地方交谈，随后返回球场，一言不发。
在“笑面人”故事的最后一个场景，笑面人死去，留科曼切人俱乐部的孩子们错愕不已。

## 电影改编
尽管塞林格不愿将自己的作品拍成电影，但他指示自己的文学代理哈罗德·奥伯为此篇小说寻找潜在的电影改编计划。塞林格希望出售该小说的电影改编权赚一些钱，但大多数公司都只对他的《麦田里的守望者》感兴趣。

## 流行文化
《攻壳机动队 STAND ALONE COMPLEX》第一季中的笑脸男取材自这篇小说。
1998年音乐电影《最后的迪斯科》中，主角爱丽丝被问及她梦想出版的书，她回答说，“一本J.D.塞林格的新故事集，《笑面人》或《抬高房梁，木匠们》的延展。”